# Hege Bøkková
Hege Bøkková (* 5. září 1991 Hønefoss) je norská rychlobruslařka, členka klubu Hol Idrettslag. Jejím starším bratrem je rychlobruslař Håvard Bøkko.
Na mistrovství světa v rychlobruslení juniorek získala stříbrnou medaili ve víceboji v roce 2010, na 1000 metrů v letech 2009, 2010 a 2011 a na 1500 metrů v roce 2010, v roce 2011 získala na 1500 metrů bronz. V roce 2012 se stala mistryní Norska ve víceboji. Na Zimních olympijských hrách 2010 obsadila 10. místo na 1000 metrů a 14. místo na 1500 metrů. Na Zimních olympijských hrách 2014 obsadila 33. místo v závodě na 1500 metrů a 7. místo ve stíhacím závodě družstev. Na mistrovství světa ve víceboji bylo jejím nejlepším výsledkem 13. místo v roce 2010. Ve Světovém poháru obsadila 12. listopadu 2017 v Heerenveenu s norským družstvem druhé místo v týmovém sprintu. Zúčastnila se Zimních olympijských her 2018, kde v závodě na 1000 m skončila na 14. místě a na poloviční trati byla osmnáctá.

## Osobní rekordy
| Trať   | Čas     |
| ------ | ------- |
| 500 m  | 37,43   |
| 1000 m | 1:13,96 |
| 1500 m | 1:56,66 |
| 3000 m | 4:12,81 |
| 5000 m | 7:42,10 |